# Stigma
Pour les articles homonymes, voir Stigma (homonymie).
Cette page contient des caractères spéciaux ou non latins. S’ils s’affichent mal (▯, ?, etc.), consultez la page d’aide Unicode.

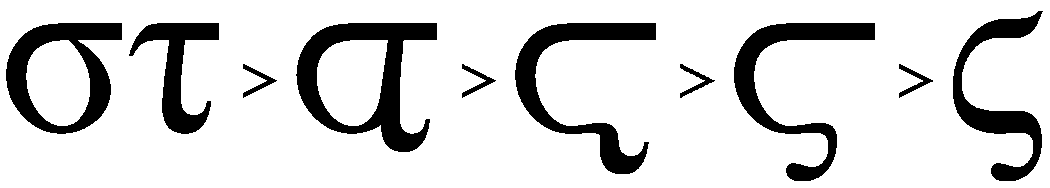
Évolution du stigma.

Stigma (capitale: Ϛ, minuscule: ϛ) du grec στίγμα (signifiant « piqûre »), une ancienne ligature de l’alphabet grec notant le groupe /st/, qui ne s’est conservée dans l’écriture actuelle que parce qu’elle sert à la numération alphabétique milésienne (où elle vaut 6).
Stigma ne doit pas être confondu avec un sigma final grec (ς) dont il est visuellement très proche : en effet, c'est l'évolution de la ligature d'un sigma lunaire (C) avec un tau (T) qui, en onciale, se traçait  (CT) alors que le sigma final est un sigma lunaire doté d'un crochet final dû au mouvement du calame (se reporter à Variante contextuelle pour d'autres détails). La ligature s'est ensuite simplifiée en Ϛ. Ainsi, on pouvait écrire ΚΟΝCΤΑΝΤΙΝΟC ou ΚΟΝϚΑΝΤΙΝΟC pour Constantinos.
En raison d'une confusion avec le digamma (Ϝ), tracé plus simplement  en onciale puis dans l'écriture cursive), lettre que l'alphabet n'avait conservée que parce qu'elle permettait d'écrire le nombre 6 (ϝʹ), le stigma ( en onciale), d'usage fréquent, en est venu au Moyen Âge à remplacer le digamma originel : en effet, les deux caractères étaient tracés d'une manière semblable. 
Exemple célèbre : le nombre de la bête de l'Apocalypse de Jean est noté, en numération grecque, χξϛʹ (khi, xi, stigma), soit 666 en numération indo-arabe.
Actuellement, stigma n'étant plus utilisé comme ligature, on le remplace souvent par les deux lettres sigma et tau écrites côte à côte : ϛʹ = στʹ = 6.

## Unicode
| Nom Unicode                     | Glyphe | Unicode |
| ------------------------------- | ------ | ------- |
| Lettre grecque stigma           | Ϛ      | U+03DA  |
| Lettre minuscule grecque stigma | ϛ      | U+03DB  |